# 陳方慶
陳方慶（6世紀—589年），吴兴郡长城县（今浙江长兴）人，南北朝南陳宗室與官員。
陳方慶的祖父是陳武帝陳霸先的弟弟南康忠壯王陳休先，父親則是南康愍王陳曇朗。陳方慶和兄長陳方泰在父親往北齊作人質時留在南梁，他年少機智敏銳，涉獵不少書本，長大後有才幹策略；天嘉年間封為臨汝縣侯，不久擔任給事中、太子洗馬，臨時兼任宗正卿，任職尚書省。太建九年（577年），外任輕車將軍、假節、都督定州諸軍事、定州刺史，任滿後又為散騎常侍，兼宗正卿。至德二年（584年），進號智武將軍、武州刺史。當初廣州刺史馬靖在該地久居，大得人心，人馬鼎盛，惹得朝廷懷疑，於是以陳方慶為仁威將軍、廣州刺史，出兵偷襲馬靖；到馬靖被殺，進號宣毅將軍。他個性廉潔謹慎，令民眾和睦；至德四年（586年），進號雲麾將軍。
禎明三年（589年），隋朝軍隊渡江，東衡州刺史王勇遣派高州刺史戴智烈和五百名騎兵迎接陳方慶，打算推舉他為承制總督征討諸軍事支援台城。其時隋朝行軍總管韋洸領兵越過山嶺，宣佈隋文帝詔令：「若果嶺南平定，會讓王勇與豐州刺史鄭萬頃留任。」陳方慶得知後恐怕王勇出賣自己，就不聽從王勇，率兵拒守戴智烈。戴智烈擊敗他，在廣州斬首，俘虜他的妻兒並取得他的部屬。

## 引用
1. ↑  《陳書·卷一·本紀第一》：高祖武皇帝諱霸先，字興國，小字法生，吳興長城下若里人……
2. 1 2  《陳書·卷十四·列傳第八》：南康愍王曇朗，高祖母弟忠壯王休先之子也。……初，曇朗未質於齊，生子方泰、方慶。……方慶少清警，涉獵書傳。及長，有幹略。天嘉中，封臨汝縣侯。尋為給事中、太子洗馬，權兼宗正卿，直殿省。太建九年，出為輕車將軍、假節、都督定州諸軍事、定州刺史。秩滿，又為散騎常侍，兼宗正卿。至德二年，進號智武將軍、武州刺史。初，廣州刺史馬靖久居嶺表，大得人心，士馬彊盛，朝廷疑之。至是以方慶為仁威將軍、廣州刺史，以兵襲靖。靖誅，進號宣毅將軍。方慶性清謹，甚得民和。四年，進號雲麾將軍。
3. 1 2  《南史·卷六十五·列傳第五十五》：南康愍王曇朗，武帝母弟忠壯王休先之子也。……初，曇朗未質于齊，生子方泰、方慶……方慶少清警，涉獵書傳。及長有幹略。天嘉中，封臨汝縣侯。至德二年，累遷智武將軍、武州刺史。初，廣州刺史馬靖久居嶺表，大得人心，士馬強盛，朝廷疑之，以方慶為廣州刺史，以兵襲靖。靖誅，進號宣毅將軍。方慶性清謹，甚得人和。
4. ↑  《陳書·卷十四·列傳第八》：禎明三年，隋師濟江，東衡州刺史王勇遣高州刺史戴智烈將五百騎迎方慶，欲令承制總督征討諸軍事。是時隋行軍總管韋洸帥兵度嶺，宣隋文帝敕云：「若嶺南平定，留勇與豐州刺史鄭萬頃且依舊職。」方慶聞之，恐勇賣己，乃不從，率兵以拒智烈。智烈與戰，敗之，斬方慶於廣州，虜其妻子。
5. ↑  《南史·卷六十五·列傳第五十五》：禎明三年，隋師濟江，都督、東衡州刺史王勇徵兵于方慶，欲與赴援台城。時隋行軍總管韋洸帥兵度嶺，宣隋文帝敕云：「若嶺南平定，留勇與豐州刺史鄭萬頃且依舊職。」方慶聞之，恐勇賣己，且欲觀變，乃不從。勇使高州刺史戴智烈斬方慶于廣州，而收其兵。